# فرودگاه صحرایی مانینو
فرودگاه صحرایی مانینو (به انگلیسی: Monino Airfield) یک فرودگاه است که یک باند فرود بتن دارد و طول باند آن inop (formerly 1300) متر است. این فرودگاه در شهر مسکو کشور روسیه قرار دارد و در ارتفاع ۱۵۲ متری از سطح دریا واقع شده‌است.